# 蒲公英之戀
《蒲公英之戀》（ぽぽたん）是日本的ぷちフェレット於2002年12月13日發售的戀愛冒險類型成人遊戲，2004年3月11日由WellMADE發售PlayStation 2版，2003年7月11日發售Fan disc。2003年播放電視動畫版共12集，另外也改編成漫畫、小說。

## 故事

### 動畫
動畫的情節和遊戲幾乎毫無關聯。動畫中三姊妹和美亞生活在一間公館，並經營着公館裏的聖誕用品店。為了尋找雫，她們在不同的時空穿梭。在某個時空停留一段時間後，公館上空便會出現一棵巨大的蒲公英種子，而她們便要隨着公館一起穿梭到別的時空。

## 角色
聲優順序為遊戲／動畫

蒲公英之戀中角色的形象。從左至右分別是咪、美亞、舞和鰻。

愛（聲優：藤崎まゆ／大原さやか）
本作的主角，三姊妹的長女。具有穩定且相當高的包容心，經常戴眼鏡（伊達眼鏡）。在做家事的部分遊戲版與動畫版有些微差異，然後兩者唯一的共通點是很容易就失敗。身材是所有人最好的，不過因為對於自己很胖的事情太過在意，所以就以隱藏的時尚來過活。具有心電感應能力，可以解讀一般生物全身所散發出來的心情，而且也可以跟人類以外的生物對話。
在動畫中是咪覺白痴，常煮出奇特的食物，只有大地贊賞過她煮菜好吃。
舞（聲優：櫻川未央／浅野真澄）
三姊妹的次女。無論在性格、儀態與時尚上表現的很優良。具有高度社交性，在班上同學之間的交友圈相當廣，在包含家事的生活中甚麼都萬能。討厭的東西是對某件事情自甘墮落。小時候跟初戀的男朋友想法一致的關係，所以想要自己獨自一人去東京以外的地方，對於克里斯方面也覺得跟他有著很相似的想法。具有如同祈禱一般的能力，可以在鼓勵的對象身上提升對應能力。
動畫中，在1990年由於穿梭時不在公館，所以跟美亞一起滯留了在春咲5年。由於離開了公館，所以5年間身體沒有成長。
咪（聲優：とろ美／桃井はるこ）
三姊妹的三女。擁有治癒的能力。常裝扮成魔法少女的模樣。
動畫中，咪迷上了《魔法少女莉蘿》，所以訂造了一套魔法少女衣服。裝扮成魔法少女時遇上美幸，跟她在醫院到處玩耍，並治好了美幸的病。
美亞（聲優：乃田あす実／門脇舞）
女僕人形機器人，照顧三姊妹的起居飲食。
動畫中身份是雫的下屬，是時間旅行者的護衛。在1990年由於穿梭時不在公館，所以跟舞一起滯留了在春咲5年。以前也曾帶領一對兄弟時空旅行，但該對兄弟在遇到雫後，放棄了繼續旅行。
雫（聲優：長崎みなみ／宍戸留美）
動畫中，三姊妹為了尋找雫而一直在不同的時空穿梭。三姊妹在1990年春咲主題公園附近的蒲公英田找到了雫的踪影。之後在奇斯帶領下，三姊妹遇上了雫。雫是時間旅行者的中途站，她讓旅行者選擇繼續旅行，或者放棄旅行並送旅行者到他們所想的時空生活。
小奈美（聲優：春瀬みき／川上とも子）
動畫中名字是水葵小奈美，在1970年時是舞的同學。擅長畫畫，曾到國外留去。2008年因病去世。
鰻（聲優：鳥居花音／川澄綾子）
白色的矇眼貂，是愛的寵物。
野野（聲優：草柳順子／野川さくら）
穿着巫女的裝扮。動畫中跟爺爺一同在神社生活。一天公館突然出現在神社面前，公館的聖誕裝飾讓野野興奮不已，卻因而給爺爺趕出門口。在聖誕夜在三姊妹幫助下和爺爺和好如初。

### 動畫原創角色
奇斯（聲優：高田裕司）
雫的下屬，是時間旅行者的嚮導，同樣能穿梭時空。過往亦是時空旅行者，認為重複的離別只會帶來痛苦，因此帶三姊妹到雫那邊，希望三姊妹放棄旅行。
大地（聲優：甲斐田幸（少年）、鈴村健一（成人））
1970年為了拍攝幽靈的照片而闖進大屋，遇上了主角三姊妹。30年後在女兒中照片中再次發現三姊妹的公館，發現了公館穿梭時空的秘密，因此奇斯襲擊了他，但被三姊妹和美亞阻止。
美幸（聲優：高橋美佳子）
天生體弱，自3歲一至住在醫院。喜歡《魔法少女莉蘿》。
舞（聲優：川上とも子）
小奈美的女兒，在2010年時是舞的同學。樣子跟母親一模一樣，也跟母親一樣擅長畫畫。
莉蘿（聲優：齋藤千和）
虛構的1980年代電視動畫《魔法少女莉蘿》（魔法少女リロちゃん）的主角。

## 主題曲
片頭曲「いっちゃえ!ぽぽたん」
作詞、作曲 ：，編曲：小池雅也，歌：UNDER17
片尾曲「こたえ」
作詞、作曲：桃井はるこ，歌：UNDER17
挿入曲「みいタンの魔法でポン!」
作詞：，作曲、編曲：小池雅也，歌：とろ美

## 電視動畫

### 主題曲
片頭曲「ぽぽたん畑でつかまえて」
作詞、作曲：桃井はるこ，編曲：小池雅也，歌：UNDER17
片尾曲「S・U・K・I」
作詞、作曲、編曲、歌：Funta

### 各話列表
| 話數 | 日文標題     | 中文標題     | 劇本       | 分鏡             | 演出              | 作畫監督                     |
| ---- | ------------ | ------------ | ---------- | ---------------- | ----------------- | ---------------------------- |
| 1    | ひみつのいえ | 秘密的家     | 花田十輝   | 木村真一郎       | 木村真一郎        | 水上ろんど、伊藤良明         |
| 2    | ともだち     | 朋友         | 玉井☆豪    | 安田賢司         | 山口美浩          | 石井ゆみこ                   |
| 3    | まほう       | 魔法         | 木村暢     | ワタナベシンイチ | 山口美浩          | 伊藤良明、新井俊行           |
| 4    | ひとりぼっち | 獨自一人     | 大久保智康 | 冨永恒雄         | 西村大樹          | 森本浩文                     |
| 5    | おんせん     | 溫泉         | 木村暢     | ワタナベシンイチ | 柳伸亮            | 大河原晴男                   |
| 6    | ただいま     | 我回來了     | 大久保智康 | 東風屋志郎       | 白石道太 江島泰男 | 村山公輔、大塚舞 石井祐美子  |
| 7    | いえないこと | 說不出口的事 | 花田十輝   | 山崎たかし       | 山崎たかし        | 鷲田敏弥                     |
| 8    | くりすます   | 聖誕節       | 木村暢     | しまづ聡行       | 江島泰男          | 宮田奈保美                   |
| 9    | もういちど   | 再一次       | 玉井☆豪    | ワタナベシンイチ | 白石道太          | 新井俊行、伊藤良明           |
| 10   | おくりもの   | 贈禮         | 大久保智康 | ボブ白旗         | 西村大樹          | 森本浩文                     |
| 11   | おわかれ     | 離別         | 玉井☆豪    | しまづ聡行       | 柳伸亮            | 大河原晴男                   |
| 12   | ぽぽたん     | 蒲公英之戀   | 花田十輝   | 木村真一郎       | 木村真一郎        | 大塚舞、伊藤良明、水上ろんど |

### 工作人員
- 原作：ぷちフェレット[7]
- 監督：木村真一郎
- 劇本統籌：花田十輝
- 角色原案：ぽよよん♥ろっく
- 角色設計：桜井はるか
- 總作画監督：水上ろんど
- 美術監督：桑原悟
- 色彩設計：日比野仁
- 撮影監督：小澤次雄
- 編輯：瀬山武司
- 音響監督：鶴岡陽太
- 音樂：手塚理
- 製作人：河野聡、源生哲雄、金庭こず恵、久保田光俊
- 動畫制作：SHAFT
- 製作：ぽぽ家

## 廣播
廣播節目於2003年4月到12月播放，由三姊妹的動畫聲優來擔任主持。

## 相關作品

### 漫畫
ぽぽたん
作畫是，2003年到2004年期間於講談社的漫畫雑誌月刊連載，單行本共2冊。
ぽぽたん アンソロジーコミック
於2003年7月25日發售的漫畫選集，由enterbrain發售共1冊。（ISBN 4-7577-1463-7）

### 小說
ぽぽたん ひみつのじゅもん
作者是，插畫是SPIRITE，由Softgarage於2003年發售2冊小說，共分為前編和後編。
ぽぽたん ドキドキ☆LOVE2ウィーク!!
作者是關集，插畫是中平凱，由enterbrain於2003年7月19日發售共1冊。（ISBN 4-7577-1461-0）

## 評價
《Fami通》796号的クロスレビュー對PlayStation 2版給予22/40評分。

## 外部連結
- 電視動畫介紹 （页面存档备份，存于）BANDAI VISUAL（日語）
- 《蒲公英之戀》在視覺小說數據庫的頁面 （英文）